# متحف برمنغهام للفن

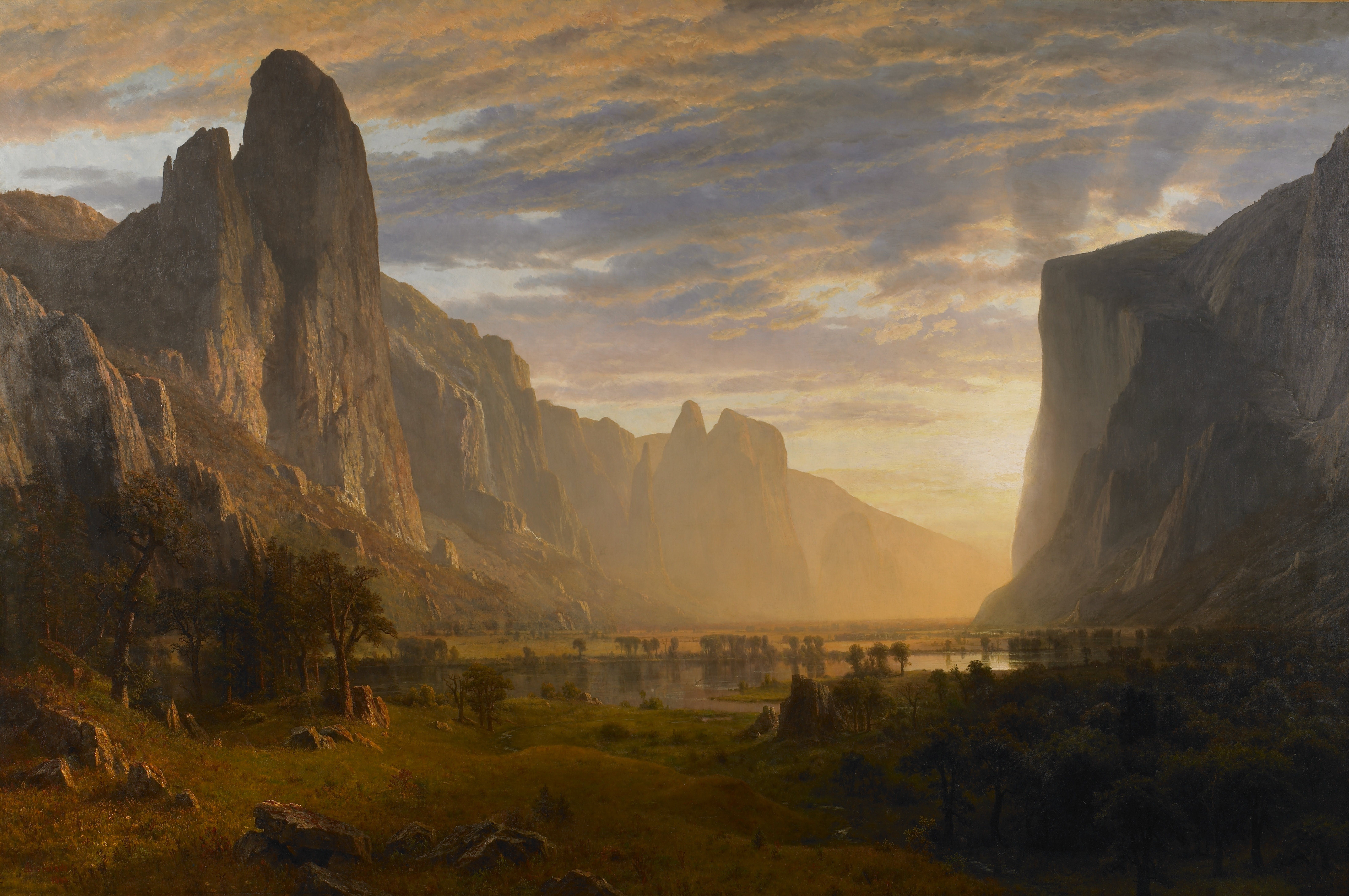
تُعتبر ألبرت بيرشتات " Looking Down Yosemite Valley" من عام 1865 من أبرز مجموعة اللوحات الأمريكية في المتحف

تأسس متحف برمنغهام للفنون في برمنغهام، ألاباما، في عام 1951، ويضم اليوم واحدة من أرقى المجموعات في جنوب شرق الولايات المتحدة، مع أكثر من 24000 لوحة ومنحوتات ومطبوعات ورسومات وفنون زخرفية تمثل العديد من الثقافات المتنوعة، بما في ذلك آسيا والأوروبية والأمريكية والأفريقية وما قبل الكولومبية والأمريكية الأصلية. من بين المعالم البارزة الأخرى، تعتبر مجموعة المتحف للفن الآسيوي الأرقى والأكثر شمولاً في الجنوب الشرقي، كما أن الخزف الفيتنامي هو أحد أرقى الأعمال الخزفية في الولايات المتحدة.المتحف أيضًا موطن لمجموعة صموئيل هنري كريس الرائعة من لوحات عصر النهضة والباروك والنحت، والفنون الزخرفية من أواخر القرن الثالث عشر إلى عام 1750 تقريبًا، وتشتمل الفنون الزخرفية الأوروبية في القرن الثامن عشر على أمثلة رائعة من الخزف الإنجليزي والأثاث الفرنسي.
ال متحف برمنغهام للفنون مملوك لمدينة برمنغهام ويضم 3.9 أكر (16,000 م2) في قلب الحي الثقافي بالمدينة. تم تشييد المبنى الحالي في عام 1959 من قبل المهندسين المعماريين وارن وايت ودافيس، وتم الانتهاء من أعمال التجديد والتوسع الرئيسية التي قام بها إدوارد لارابي بارنز من نيويورك في عام 1993. تبلغ مساحة المنشأة 180,000 قدم مربع (17,000 م2)، بما في ذلك حديقة النحت في الهواء الطلق.
المتحف جزء من شبكة متحف الآثار للرجال والنساء، التي أطلقتها مؤسسة آثار الرجال للحفاظ على الفن في عام 2021.

## المجموعة الفنيّة

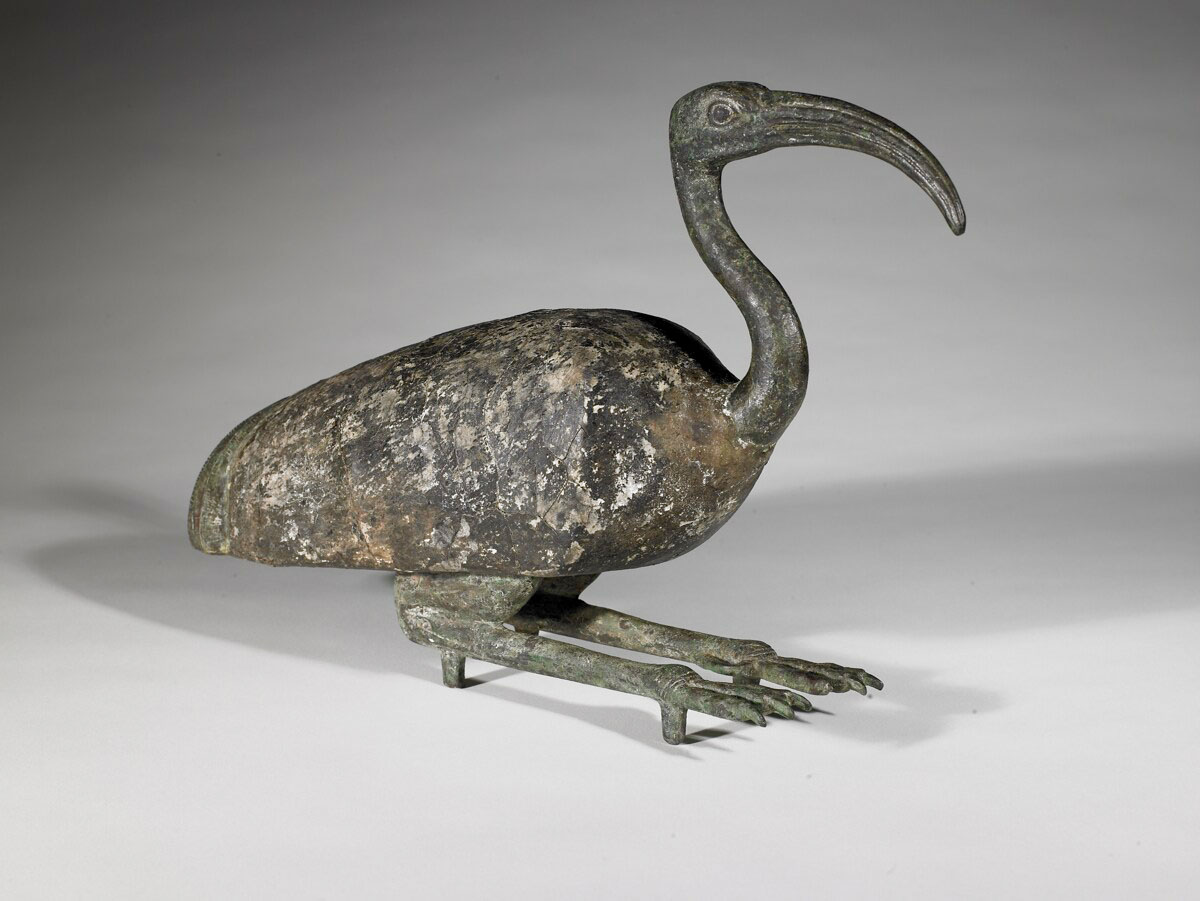
تمثال من العصر المتأخر لطائر أبو منجل من الأسرة السادسة والعشرين بمصر القديمة، 664-332 قبل الميلاد.

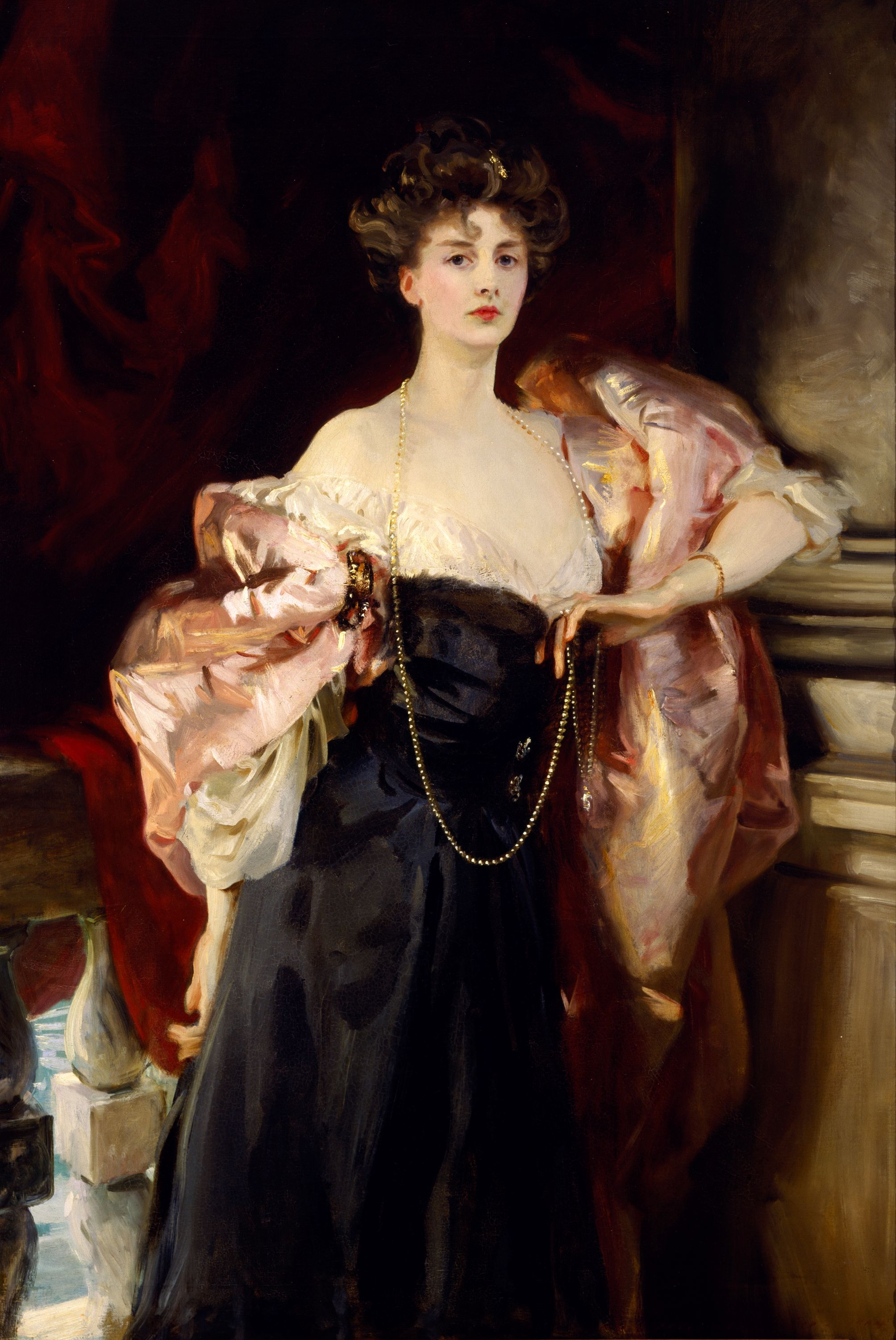
صورة جون سينجر سارجنت لهيلين فنسنت، Viscountess DAbernon من عام 1904 بعد الميلاد.

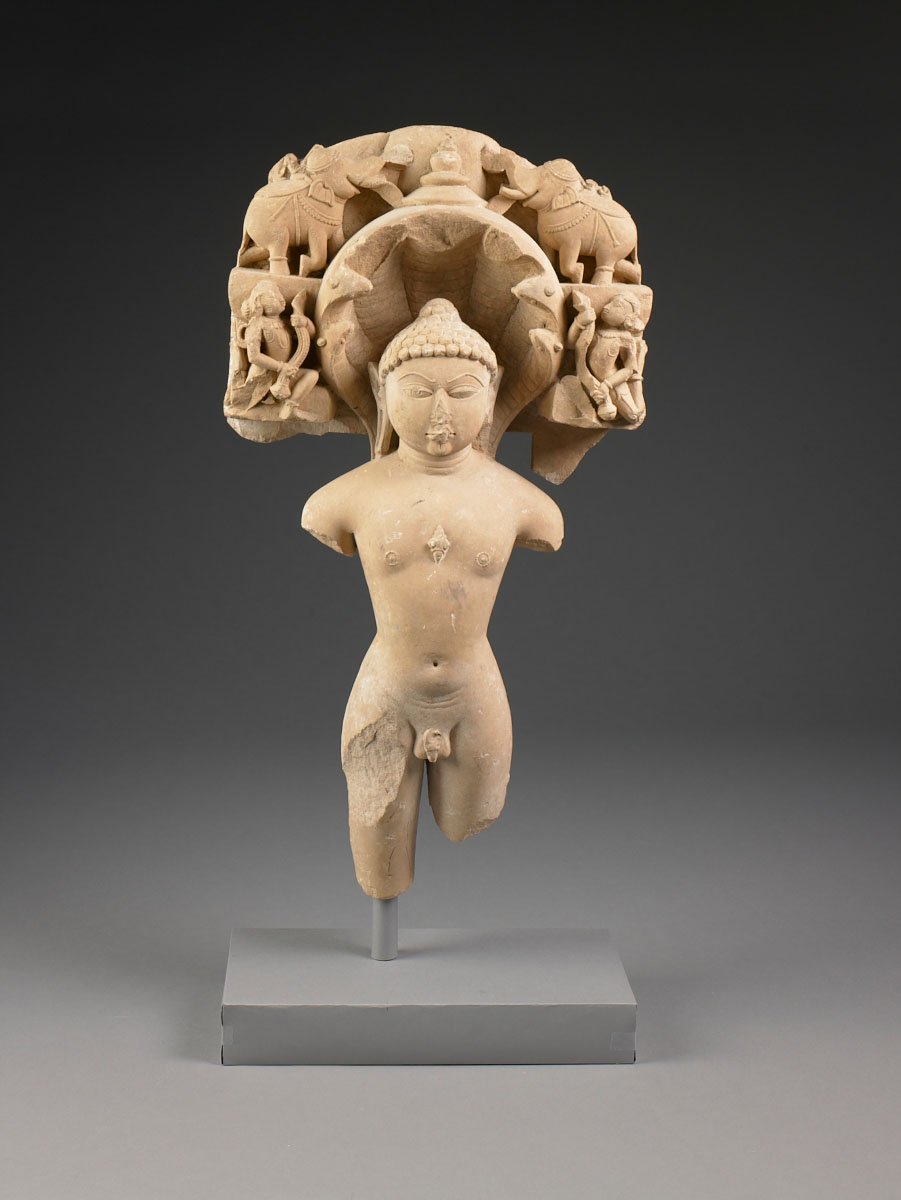
نحت بارشفاناثا، الهند، 950 م

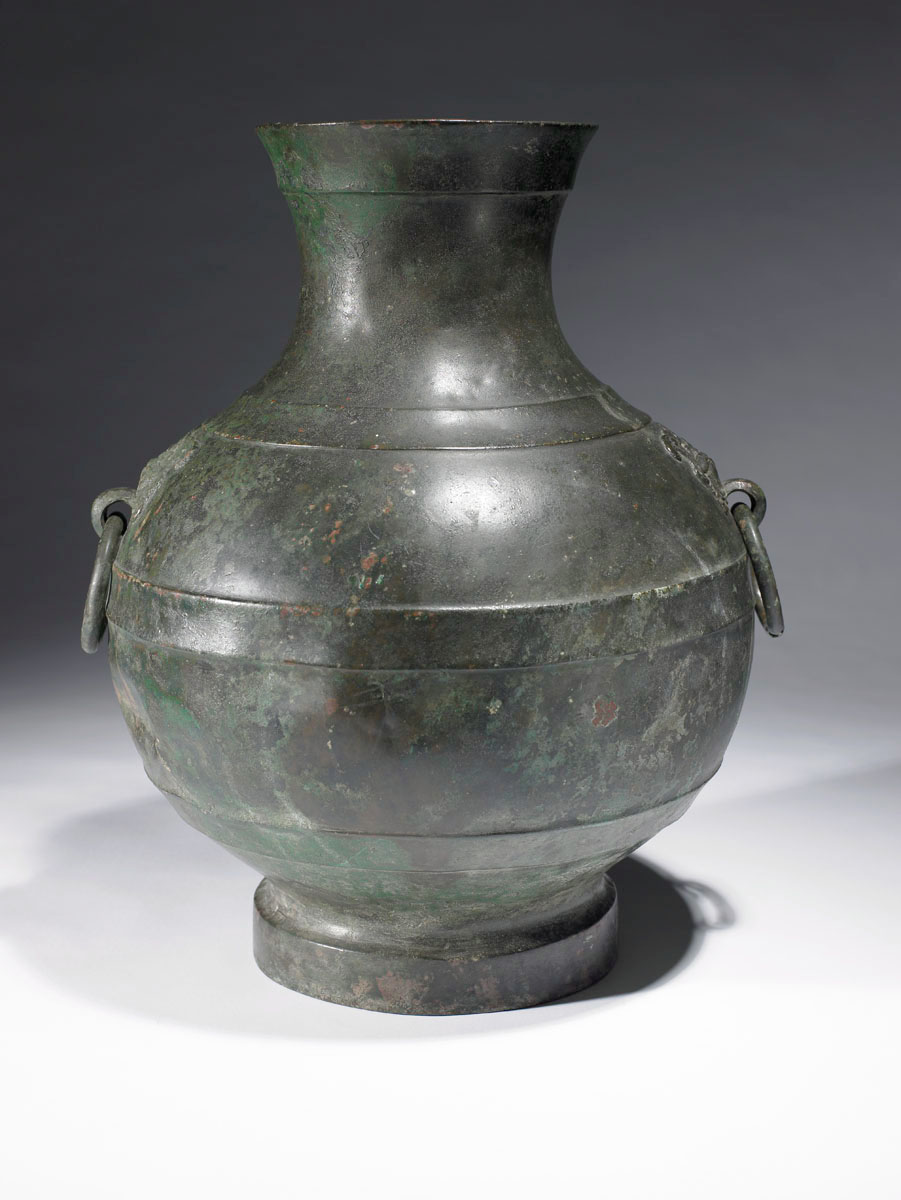
إناء نبيذ صيني (hu) من 350 قبل الميلاد.

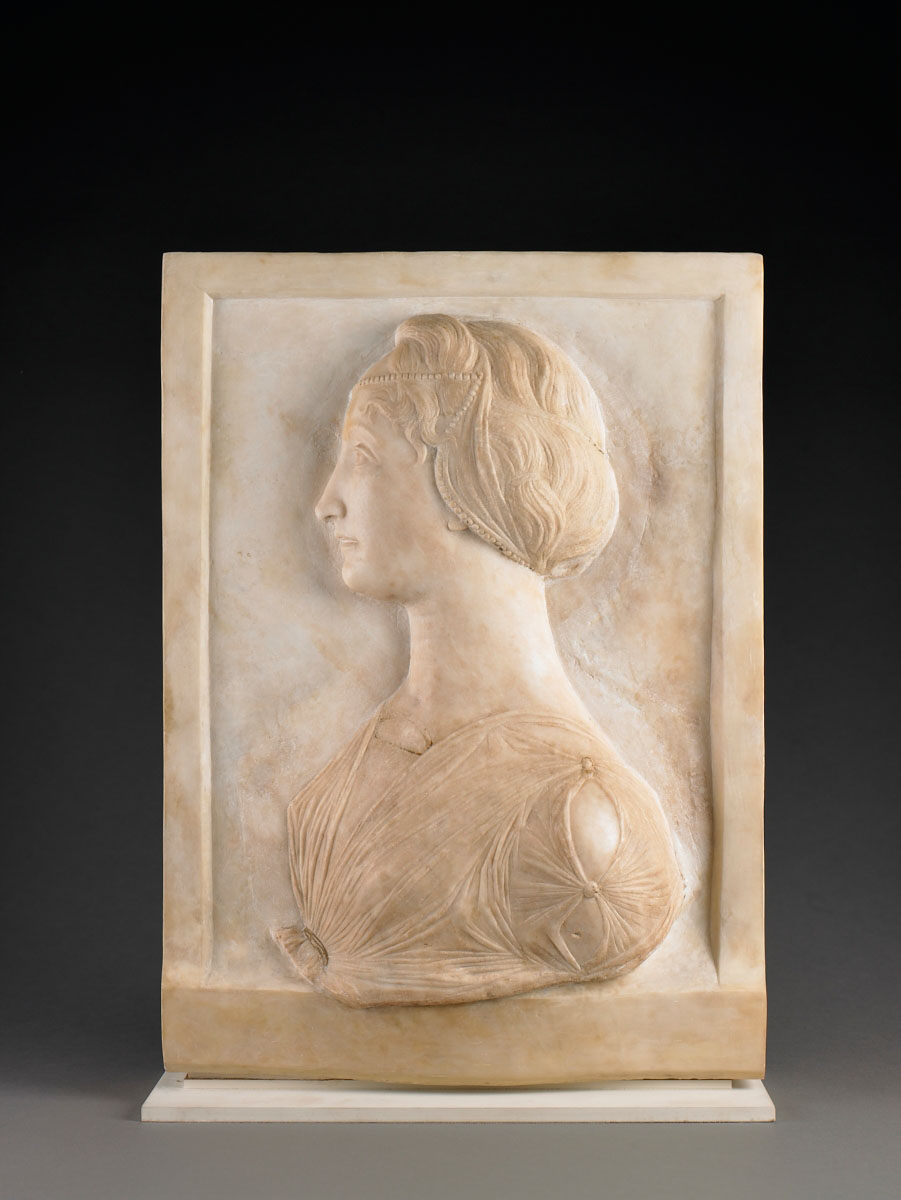
نبذة عن مينو دا فيسول لامرأة شابة، من 1455 إلى 1460 م.

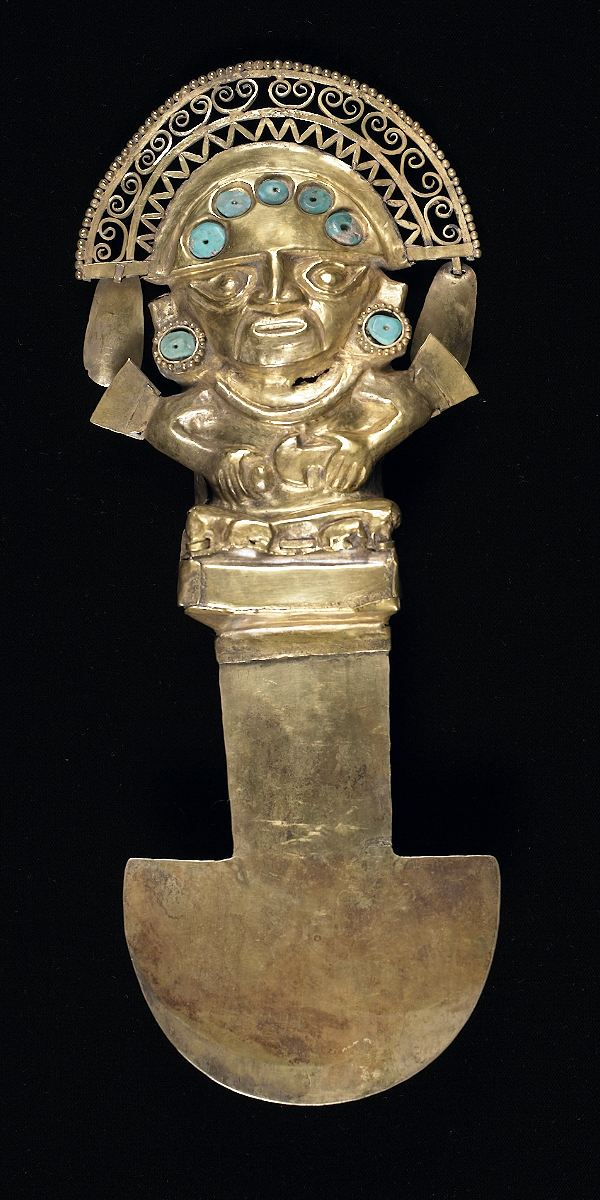
سكين احتفالي (تومي) من الثقافة السيكانية في بيرو، يعود تاريخه إلى ما بين 900-1100 م.

### الفن الأفريقي
مجموعة المتحف المتزايدة التي تضم ما يقرب من 2000 قطعة مستمدة من المجموعات الثقافية الرئيسية في أفريقيا جنوب الصحراء الكبرى وتعود إلى القرن الثاني عشر حتى الوقت الحاضر. تتميز المجموعة بأمثلة رائعة لنحت الشكل والأقنعة والأشياء الطقسية والأثاث والأشياء المنزلية والنفعية والمنسوجات والسيراميك والفنون المعدنية، مع باب مصري مزيف، وقناع يوروبا ، وقلادة بنين برونزية على الورك، وصورة عرافة لملك من داهومي.

### الفن الأمريكي
تمتد مجموعة المتحف من اللوحات الأمريكية والنحت والأعمال على الورق والفنون الزخرفية التي تمتد من أواخر القرن الثامن عشر إلى منتصف القرن العشرين، وهي تتميز بلوحات لجيلبرت ستيوارت وتشيلدي هسام وجورجيا أوكيف؛ تماثيل حيرام باورز وفريدريك ريمنجتون؛ وقطع زخرفية مهمة من قبل تيفاني ستوديوز وفرانك لويد رايت. تُعتبر لوحة لوكينج داون يوسميتي فالي (بالإنجليزية: Looking Down Yosemite Valley)‏ (1865) من قبل ألبرت بيرشتات أحد أهم ثلاث لوحات للمناظر الطبيعية الأمريكية، وقد تم اختيارها مؤخرًا من قبل ذا ناشيونال أندوومنت فور ذا هومينيتيز (بالإنجليزية: The National Endowment for the Humanities)‏ كواحدة من 40 تحفة أمريكية تصور الناس والأماكن والأحداث بشكل أفضل التي شكلت وتحكي قصة أمريكا.

### فن ألاباما
منذ فتح أبوابه للجمهور في عام 1951، قام متحف برمنغهام للفنون بجمع وعرض فن ألاباما. من بين أقدم الأعمال التي دخلت المجموعة كانت لوحات لفنانين بارزين في ألاباما بما في ذلك رسامة المنمنمات هانا إليوت ورسامة المناظر الطبيعية كاري هيل. طوال تاريخه، واصل المتحف التزامه بفنون ألاباما. في عام 1995، نظمت «صنع في ألاباما» مسحًا رائدًا للإنتاج الفني في الولاية خلال القرن التاسع عشر. بالإضافة إلى جمع أعمال الفنانين المحليين المدربين أكاديميًا، قام المتحف ببناء مجموعة رائعة من الفنون الشعبية، بما في ذلك الرسم والنحت واللحف والفخار. بفضل كرم روبرت وهيلين كارجو، يمتلك المتحف واحدة من أكبر وأشمل مجموعات الألحفة الجنوبية في البلاد. وبالمثل، يساعد العديد من الجامعين الخاصين الرئيسيين المتحف في بناء أهم مستودع لفخار ألاباما في الولاية.

### الفن الآسيوي
بدأت مجموعة الفن الآسيوي في المتحف بهدية من المنسوجات الصينية في عام 1951 واليوم، مع أكثر من 4000 قطعة، هي الأكبر والأكثر شمولاً في الجنوب الشرقي. تأتي المجموعة من الصين وكوريا واليابان والهند وجنوب شرق آسيا، وتضم أرقى مجموعة من الخزفيات الفيتنامية في الولايات المتحدة، بالإضافة إلى أمثلة بارزة من الفن البوذي والهندوسي والأواني المطلية بالورنيش والسيراميك واللوحات والمطبوعات والمنحوتات. تشمل المعالم البارزة جدار معبد سلالة مينج النادرة وشخصيات مقابر من أسرة تانغ من الصين ؛ فخار فترة جومون من اليابان، وأعمال معاصرة مثل ذا جراند ريزيدنس، التي يعتبرها الرسام الصيني وو جوانزهونغ من بين أهم أعماله. أيضًا، على سبيل الإعارة طويلة الأجل من مؤسسة سميثسونيان، توجد مجموعة فيتليسن جادي المكونة من قطع من القرن السادس عشر إلى القرن التاسع عشر، وهي واحدة من أهم مجموعات اليشم في الولايات المتحدة.يضم المتحف المعرض الوحيد للفن الكوري في الجنوب الشرقي.

### فن معاصر
تتميز المجموعة بالرسم والنحت والفيديو والتصوير الفوتوغرافي والأعمال على الورق وفن التركيب الذي يسلط الضوء على الحركات والاتجاهات من الستينيات إلى الوقت الحاضر، بدءًا من فنانين مثل جوان ميتشل وآندي وارهول وبيل فيولا وليندا بينجليس وتشام هندون، كيري جيمس مارشال، كالوم إنيس، جريس هارتيجان، لاري ريفرز، لويز نيفلسون، فرانك فليمنج وفيليب جوستون، لجيل من الفنانين الذين حددوا القرن الجديد. تحتوي مجموعة الفن الحديث والمعاصر أيضًا على أعمال المصورين ويليام كريستنبيري، وروبرت فرانك، ودوان ميشالز، وجوردون باركس، وفيليب تراجر، بالإضافة إلى صور من عصر الحقوق المدنية بواسطة داني ليون، وسبيدر مارتن، وكريس ماكنير، وتشارلز مور، وواين سايدز.

### فن شعبي
منذ عام 2009، سيعرض عرض دائم للفنون الشعبية أعمال بيل تريلور، وثورنتون ديال، ومرشحات ألاباما المتميزة، وغيرهم من الفنانين الذين علموا أنفسهم بأنفسهم. تم التبرع بمجموعة روبرت كارجو للفنون الشعبية للمتحف في عام 2013.

### الفن الأوروبي
من بين أبرز مقتنيات الفن الأوروبي مجموعة Kress لفن عصر النهضة، والتي تتميز بلوحات عصر النهضة والباروك والنحت والفنون الزخرفية التي يعود تاريخها إلى أواخر القرن الثالث عشر حتى عام 1750، مع أعمال لبيترو بيروجينو وأنطونيو كاناليتو وباريس بوردون. تشمل نقاط القوة الأخرى اللوحات الهولندية من القرن السابع عشر التي رسمها جاكوب فان روسدايل، وفرديناند بول، وبالتازار فان دير أست؛ لوحة بريطانية من القرن الثامن عشر، مع صور لتوماس جينزبورو وتوماس لورانس؛ واللوحات الفرنسية من القرنين الثامن عشر والتاسع عشر لفرانسوا-أوبرت درويس، وجان بابتيست أودري، وماري كاسات، وغوستاف كوربيه، وجان بابتيست-كميل كورو.

### الفنون الزخرفية الأوروبية
أحد أسس المجموعة الدائمة للمتحف، تضم الفنون الزخرفية الأوروبية أكثر من 12000 قطعة بما في ذلك السيراميك والزجاج والأثاث التي يعود تاريخها إلى عصر النهضة حتى يومنا هذا. تشمل المقتنيات البارزة المجموعة العامة الوحيدة من عناصر الحديد الزهر الأوروبية في أواخر القرن التاسع عشر في الولايات المتحدة ومجموعة أوجونيا وودوارد هيت للفن الفرنسي في القرن الثامن عشر، بما في ذلك أثاث فترات لويس الرابع عشر والخامس عشر والسادس عشر والخزف المركب والبرونز المذهب ولوحات وأعمال على الورق من ريجنسي إلى الفترة التي أعقبت الثورة الفرنسية. تعد مجموعة دوايت أند لوسيل بيسون ويدوود هي الأفضل خارج إنجلترا، وتضم أكثر من 1400 قطعة توضح الإنتاج الكامل لمصنع ويدوود من سنواته الأولى حتى القرن التاسع عشر.

### الفن الأمريكي الأصلي
يتميز المتحف بتركيب كبير لفنون الأمريكيين الأصليين. تم تنظيم صالات العرض في أربع مجموعات ثقافية وفقًا للمنطقة: إيسترن وودلاندس وإقليم الشمال الغربي الهادئ وSouthwest. تشمل أبرز مقتنيات المجموعة مجموعة كبيرة من بطانيات وبسط نافاجو الفاخر، ومجموعة واسعة من فنون الساحل الشمالي الغربي، وخزفيات بويبلو التاريخية والمعاصرة الهامة. هناك أيضًا أمثلة ممتازة على زخرفة خرزية السهول وأغطية الرأس الشامان المذهلة.

### الفن قبل الكولومبي
تتميز المجموعة بأجسام مذهلة من أمريكا الوسطى وأمريكا الوسطى وجبال الأنديز الشمالية. تشمل المعالم البارزة من أمريكا الوسطى سيراميك الزابوتيك، والأشياء المتعلقة بلعبة الكرة، ونحت شخصية المايا، والسيراميك والمجوهرات، ونحت حجر أزتك، ونحت المقبرة التصويرية الغربية المكسيكية. تم تمثيل ثقافات كوستاريكا وغواتيمالا وبنما القديمة جيدًا: تشمل الأعمال المصوغات الذهبية والميتات والرقابة والمنحوتات الحجرية البركانية والسيراميك. شمال الأنديز تشمل الأجسام سيكان الأواني الذهبية الاحتفالية وتومي والسيراميك من موشي، تشانساي، وباقي الثقافات، الإنكا كيروس وأقنعة المومياء، ومنسوجات بيرو.

### حديقة النحت تشارلز دبليو إيرلندا
واحدة من أكثر المساحات تميزًا لعرض الفن في الهواء الطلق في جنوب شرق الولايات المتحدة، تتميز حديقة النحت الجميلة متعددة المستويات هذه بأعمال لفنانين مثل فرناندو بوتيرو وجاك ليبتشيتز وأوغست رودين بالإضافة إلى ثلاثة أعمال فنية خاصة بالموقع بتكليف من المتحف: ليثوس II (1993) بواسطة إلين زيميرمان، جدار مائي وبركة من كتل الجرانيت المزخرفة الموضوعة في الجدار الشرقي المنحني للحديقة، بلو بولز كورتيارد (1993) للفنان فاليري جودون، ويضم أحواض سباحة مطعمة بالبلاط، ومزارع، وطوب وأرضيات المختلفة الاتجاهات، والتي تم تكليفها في عام 2001 احتفالًا بالذكرى الخمسين لتأسيس المتحف.

### مكتبة كلارنس بي هانسون جونيور
تم تسمية مكتبة المتحف على اسم كلارنس بلودورث هانسون جونيور، الناشر السابق لصحيفة برمنغهام نيوز وعضو مجلس إدارة متحف برمنغهام للفنون لمدة 24 عامًا، وهي واحدة من أكثر مكتبات الأبحاث الفنية شمولاً في جنوب شرق الولايات المتحدة. المراجع الفنية العامة وكتالوجات المزادات وملفات الفنانين والدوريات والفهارس وكتالوجات المعارض وقواعد البيانات. ويدجوود مكتبة شيليس، أكبر وأشمل مجموعة خاصة في العالم تتعلق يوشيا ويدجوود وله المصنوعات، جنبا إلى جنب مع بيسون كتاب نادر الحيازات، وجعل هذا المركز الأمريكي لدراسة ويدجوود. من بين هذه المقتنيات رسائل من جون فلاكسمان وبنجامين ويست، ومجموعة السير ويليام هاملتون للنقوش من المزهريات العتيقة، المعروفة باسم هاملتون فوليوس، أول كتب أوروبية ذات ألواح ملونة.

## تاريخ

### نادي برمنغهام للفنون
تعود جذور المتحف إلى عام 1908 وتأسيس «نادي برمنغهام للفنون» الذي سعى إلى تجميع مجموعة فنية عامة لصالح مواطني برمنغهام، والتي تم تأسيسها كمدينة صناعية جديدة قبل 37 عامًا فقط. في عام 1927، تمكنوا من عرض مجموعتهم في صالات العرض بمكتبة برمنغهام العامة الجديدة. على مدى العقدين التاليين، واصل النادي إضافة إلى المجموعة ورفع الدعم في الصحافة وفي سيتي هال لمفهوم المبنى الجديد.

### المعرض الأول
في سبتمبر 1950، تم إنشاء مجلس إدارة للإشراف على إنشاء متحف باعتباره «مؤسسة للخدمة العامة والتعليمية والترفيهية، مع الترحيب بجميع الناس». في فبراير التالي، عين مجلس الإدارة ريتشارد فوستر هوارد ليكون أول مدير متحف. في أبريل 1951، قدم «متحف برمنغهام للفنون» الذي تم إنشاؤه حديثًا «معرض افتتاحي» عام يقع في خمس غرف غير مستخدمة في قاعة المدينة. تضمن المعرض بعض القطع من مجموعة آرت كلوب الحالية بالإضافة إلى عدد كبير من الأعمال المعارة من المتاحف عبر النصف الشرقي من الولايات المتحدة. واعتبرت النتيجة «أفضل عرض لأعمال فنية عظيمة في الجنوب حتى الآن».

### البناء الجديد

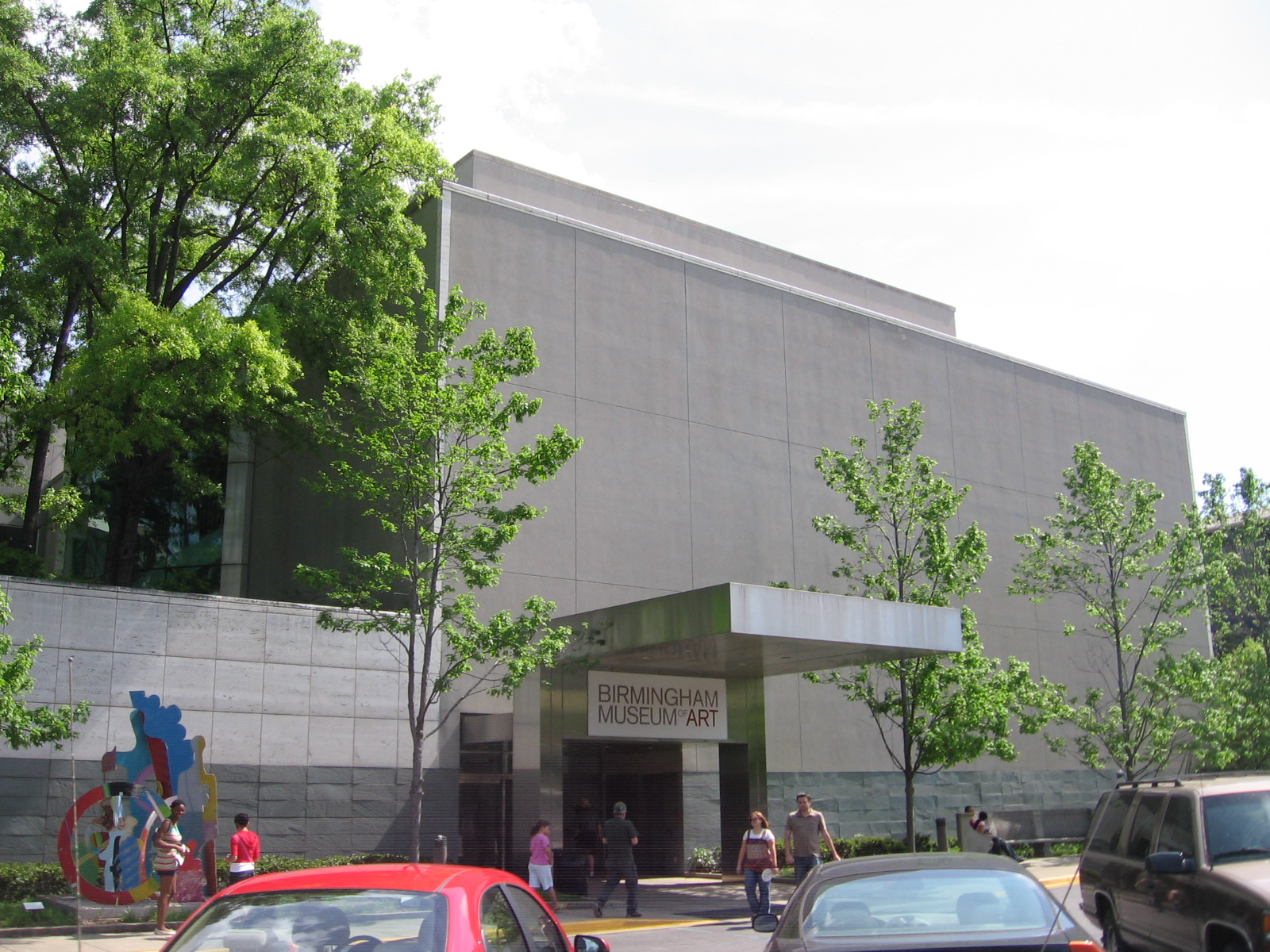
المدخل العام الشمالي من الجناح الغربي لمتحف برمنغهام للفنون.

أدت الدعاية التي أنشأها المعرض إلى العديد من الهدايا المهمة، لا سيما من الخزف الصيني والمنسوجات والمطبوعات اليابانية والمطبوعات القديمة القديمة والأزياء والزجاج واللوحات الزيتية. في عام 1952، قدمت مؤسسة صامويل كريس فاونديشن 29 لوحة من عصر النهضة الإيطالية كقرض طويل الأجل للمتحف الجديد، لتشكل جوهر مجموعة اللوحات الأوروبية. أتاحت الوصية الكبيرة في عام 1954 إنشاء مبنى متحف جديد. تم شراء الأرض في العام التالي وتم منح لجنة تصميم مبنى متحف جديد لمكتب وارن نايت&دايفس. تم افتتاح «مبنى Oscar Wells Memorial» للجمهور في 3 مايو 1959. في السنوات التالية، قدمت مؤسسة كريس هديتين مهمتين إلى المتحف: الوصاية على مجموعة من أثاث عصر النهضة والأشياء الزخرفية في عام 1959، وسند اللوحات الإيطالية المُعارة بالفعل، إلى جانب ثمانية أعمال إضافية من نفس الفترة. في العام التالي، قامت الشركة الأمريكية لأنابيب الحديد الزهر بإعارة مجموعة لامبريشت الخاصة بها من أجسام الحديد الزهر الألمانية (الأكبر في العالم).

### التوسيعات
تمت إضافة مستوى من صالات العرض في الطابق العلوي إلى الجناح الغربي للمبنى في عام 1965. في عام 1967 تم الانتهاء من جناح شرقي جديد. تم شراء أرض إضافية في عام 1969، وفي عام 1974 تضمنت إضافة أخرى إعادة بناء من ثلاثة طوابق للجناح الشرقي. أضافت إعادة صياغة الجناح الشرقي معمل صيانة ورصيف تحميل ومدخل عام ثانٍ للمبنى في عام 1979، وفي العام التالي، تم توسيع مساحة المعرض بمقدار 28000 قدم مكعب (2600 م²). في عام 1986، تم التخطيط لمشروع توسعة آخر وتم اختيار المهندس المعماري إدوارد لارابي بارنز، بالاشتراك مع شركة كاي بي إس جروب إنكوايرر. للإشراف على التصميم، والذي تضمن توفير حديقة منحوتة جديدة في الهواء الطلق و 50000 قدم مكعب (5000 م²) من مساحة العرض ليصل الإجمالي إلى 180.000 قدم مكعب (15400 م²).